# 695. grenadirski polk (Wehrmacht)
695. grenadirski polk (izvirno nemško 695. Grenadier-Regiment; kratica 695. GR) je bil pehotni polk Heera v času druge svetovne vojne.

## Zgodovina
Polk je bil ustanovljen 15. oktobra 1942 in dodeljen 340. pehotni diviziji. Razpuščen je bil 5. avgusta 1944.
Ponovno je bil ustanovljen 15. septembra 1944 in dodeljen 340. ljudskogrenadirski diviziji.